# Роли Мо шоу
Роли Мо шоу (engl. The Roly Mo Show) је британска луткарска емисија за децу. Премијерно је емитована на Би-Би-Си. У Србији серија се емитовала од 2008. године на ТВ Ултра, од 2014. године на ТВ Мини и од 2020. на Декси ТВ. Синхронизацију је радио студио Лаудворкс. Серија нема ДВД издања.

## Улоге
| Лик     | Глас |
| ------- | ---- |
| Роли Мо |      |
| Мала Бо |      |
| Миго    |      |
| Југо    |      |
| Крекет  |      |